# Canadian Tire Centre
Canadian Tire Centre (francouzsky: Centre Canadian Tire) je víceúčelová aréna v ontarijské Ottawě, ležící na jejím západním předměstí Kanata asi 22 km jihozápadně od ottawského centra. Otevřena byla koncertem Bryana Adamse v lednu 1996 pod jednoměsíčním názvem Palladium. Mezi lety 1996–2006 nesla pojmenování Corel Centre (francouzsky: Centre Corel) a v období 2006–2013 pak jméno Scotiabank Place (francouzsky: Place Banque Scotia), když torontský bankovní dům uzavřel s vlastníkem stadionu původně 15letý kontrakt na 20 milionů dolarů.
Aréna je využívána zejména pro lední hokej. V roce 1996 se stala domovským stadionem klubu Ottawa Senators hrajícího National Hockey League. Během renovace haly hokejového týmu Ottawa 67's v sezónách 2012–2014, v ní tento klub z Ontario Hockey League nastupoval k domácím zápasům. Stadion slouží také pro kulturní události, především hudební koncerty.
Wayne Gretzky v hale 15. dubna 1999 odehrál poslední kariérní utkání na kanadské půdě, když jeho tým New York Rangers remizoval se senátory 2:2. V sezóně NHL 2006/2007 hala hostila třetí a čtvrté utkání finále Stanley Cupu, v němž ottawští senátoři podlehli Anaheim Ducks 1:4 na zápasy. Uskutečnily se v ní také Mistrovství světa juniorů v ledním hokeji 2009 a Světový šamiponát v ledním hokeji žen 2013. V roce 2012 na stadionu proběhl zápas hvězd NHL All-Star Game, z něhož vyšel vítězně Chárův tým.
Mezi koncertující umělce se zařadili AC/DC, Alanis Morissette, Bon Jovi, Bryan Adams, Ariana Grande, David Bowie, Depeche Mode, Genesis, Green Day, Elton John, Kiss, Lady Gaga, Tina Turner, Madonna, Paul McCartney, Metallica, Nickelback, One Direction, Pearl Jam, Katy Perry, Prince, Rihanna, Roger Waters, Ed Sheeran, Britney Spears, Bruce Springsteen, Barbra Streisandová, Taylor Swift, Justin Timberlake, Shania Twain, Shawn Mendes, U2, Carrie Underwoodová, Van Halen, The Weeknd, Neil Young, Céline Dion, Fleetwood Mac či Cher.

## Galerie

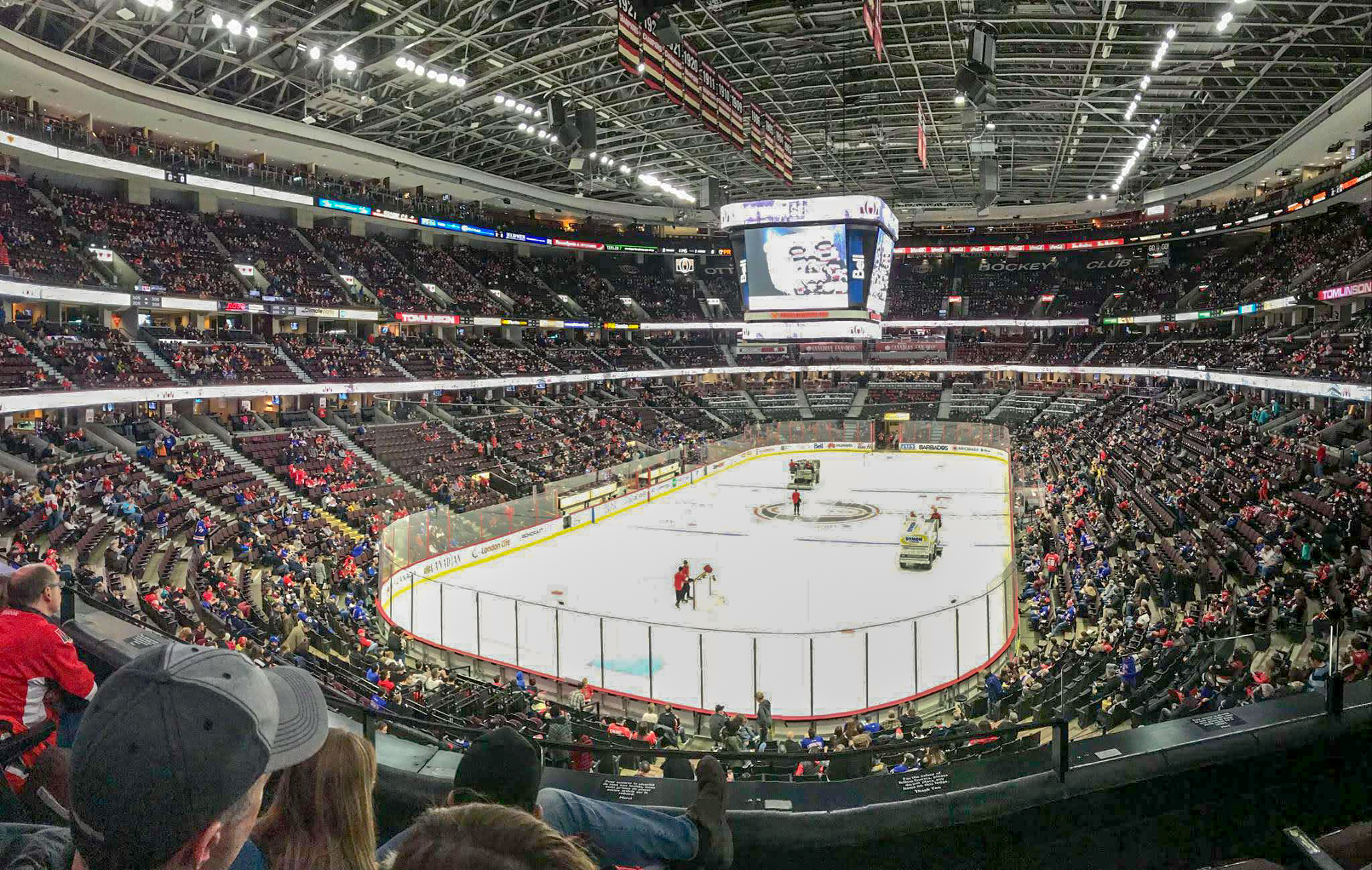
Hokejový stadion
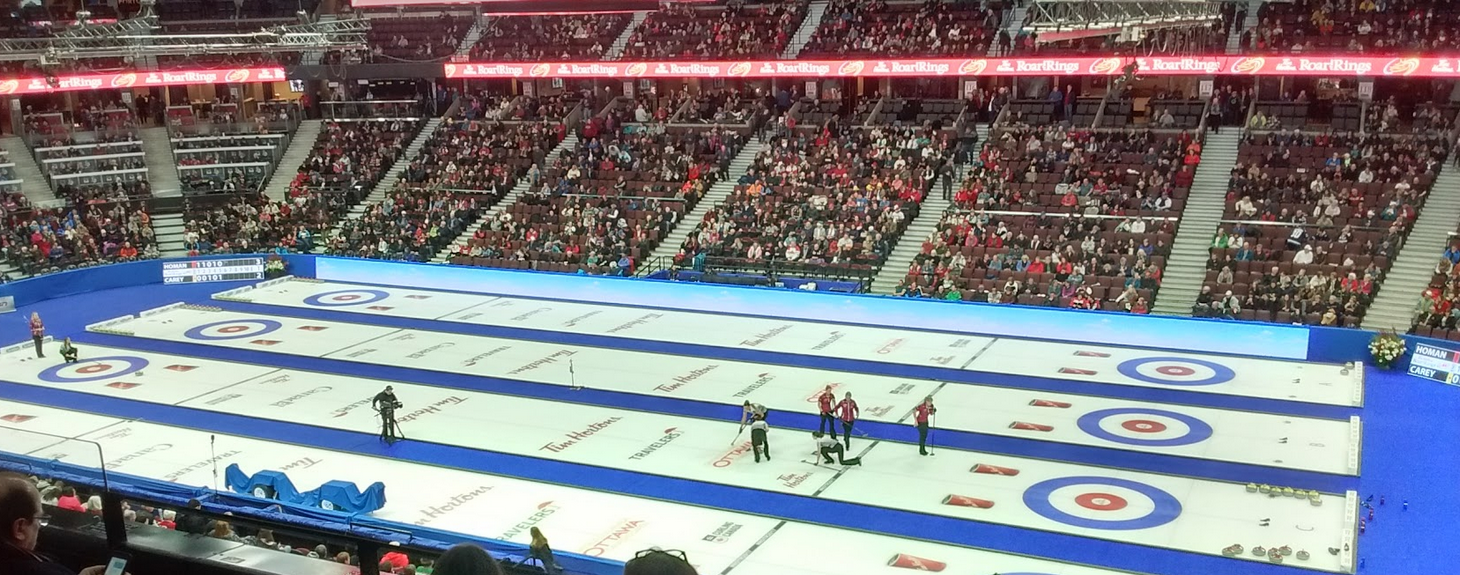
Curlingová plocha
Lady Gaga, The Monster Ball Tour 2009